# Фаталиев, Эйюб Джафар оглы

Эскиз декорации оперы «Севиль» Фикрета Амирова работы Фаталиева. 1959. Азербайджанский государственный музей театра

Эйюб Джафар оглы Фаталиев (азерб. Əyyub Cəfər oğlu Fətəliyev; 7 ноября 1925, Эривань — 21 апреля 2000, Баку) — азербайджанский советский театральный художник, Заслуженный деятель искусств Азербайджанской ССР (1964).

## Биография
Эйюб Джафар оглы Фаталиев родился 7 ноября 1925 года в городе Эривань Армянской ССР. В 1944 году окончил Азербайджанское государственное художественное училище имени А. Азимзаде. В 1952 году окончил Московский художественный институт имени В. И. Сурикова. С 1953 года был членом КПСС.
С 1952 по 1955 год Фаталиев работал в Большом театре СССР в Москве. С 1955 по 1957 год был художником-оформителем Азербайджанского театра оперы и балета имени М. Ф. Ахундова. С 1957 года был главным художником этого театра.
Эйюб Фаталиев оформил эскизы декораций к таким операм, как «Даиси» (1956, Захарий Палиашвили), «Азад», «Судьба ханенде» (1957, 1979, Джахангир Джахангиров), «Севиль» (1959, Фикрет Амиров), «Кёроглы» [1959, (1975, совместно с Таиром Салаховым), Узеир Гаджибеков], «Аида», «Травиата», «Отелло» (1961, 1972, 1982, Джузеппе Верди), «Князь Игорь» (1964, 1975, Александр Бородин), «Борис Годунов» (1966, Модест Мусоргский), «Пиковая дама» (1968, Пётр Чайковский), «Айгюн» (1973, Закир Багиров) и др.
Работы Фаталиева отличаются национальным колоритом, яркой образностью и строгостью в отборе изобразительных средств. Среди работ Фаталиева помимо вышеперечисленных можно также отметить «Асли и Керем» Узеира Гаджибекова, «Ашик Гариб» Зульфугара Гаджибекова, «Вагиф» Рамиза Мустафаева, «Демон» Антона Рубинштейна, а также балет «Гюльшен» Солтана Гаджибекова.
В 1964 году Эйюб Фаталиев был удостоен звания Заслуженного деятеля искусств Азербайджанской ССР. Награждён орденом «Знак Почёта».